# Anéza Papadopoúlou
Anéza Papadopoúlou (grec moderne : Ανέζα Παπαδοπούλου ; Kephissia 30 mars 1955 - 8 juillet 2022) est une actrice grecque.

## Biographie
Anéza Papadopoúlou naît dans la banlieue athénienne de Kephissia, en 1955, avant de suivre, plus tard, des cours de jeu d'acteur au sein de l'école d'art dramatique du Théâtre National de la Grèce du Nord (en), tandis qu'elle effectue sa première participation en tant qu'actrice à une représentation théâtrale en 1974.
Au sein du Théâtre National de la Grèce du Nord elle reste, au total, pendant un période d'environ deux décennies, au cours de laquelle elle participe à un total de 19 représentations théâtrales, y compris Yerma de Federico García Lorca, dans le rôle-titre, Mère Courage et ses enfants de Bertolt Brecht, dans le rôle de la muette Catherine et L'Opéra de quat'sous de Bertolt Brecht, dans le rôle de Polly.
En même temps, elle collabore également avec des institutions théâtrales telles que, entre autres, le Théâtre national de Grèce, le Théâtre Áttis, ainsi que le Théâtre de la rue Kefallinías, et participe à des représentations théâtrales telles que, entre autres, Oh les beaux jours (2020) de Samuel Beckett, Phaéton (2015), Ion (2003) d'Euripide, Les Bacchantes (2017) d'Euripide, Antigone (2016) de Sophocle, Un homme pour l'éternité (2014) de Robert Bolt, Μisery (2008), ainsi que Before Leaving (1999) de Thomas Bernhard,.
Sa dernière participation est le spectacle Oh les beaux jours de Samuel Beckett, en 2020, mis en scène par Sávvas Stroúmbos, en collaboration avec la troupe théâtrale Simío Midén, au sein du Théâtre Áttis.
Par ailleurs, elle poursuit également une carrière cinématographique en participant dans les films 120 décibels (grec moderne : 120 ντεσιμπέλ, 1987), Épaule à louer (Ώμος προς ενοικίαση, 2007), La vraie vie (Αληθινή ζωή, 2004) et Petite Angleterre (, 2013), qui est considérée comme étant sa meilleure performance, tout en apparaissant à la télévision, plus précisément dans la série Geórgios Viziinós : Le silence des anges (Γεώργιος Βιζυηνός: Η σιωπή των αγγέλων, 2000),.
Elle meurt le 8 juillet 2022, à l'âge de 67 ans, après une bataille contre le cancer.